# Coppa Latina 1999 (hockey su pista)
La Coppa Latina 1999 è stata la 17ª edizione dell'omonima competizione europea di hockey su pista riservata alle squadre nazionali. Il torneo ha avuto luogo dal 13 al 14 marzo 1999.
La vittoria finale è andata alla nazionale della Spagna che si è aggiudicata il torneo per la sesta volta nella sua storia.

## Formula
La Coppa Latina 1999 vede la partecipazione delle nazionali della Francia, dell'Italia, del Portogallo e della Spagna. La manifestazione fu organizzata con la formula delle final four con semifinali e finali ad eliminazione diretta.

## Risultati

### Semifinali
| Pico 13 marzo 1999 | Portogallo | 7 – 1 | Francia |  |

| Pico 13 marzo 1999 | Italia | 2 – 10 | Spagna |  |

### Finale 3º/4º posto
| Pico 14 marzo 1999 | Francia | 3 – 6 | Italia |  |

### Finale 1º/2º posto
| Pico 14 marzo 1999 | Portogallo | 4 – 5 | Spagna |  |